# Linkes Alxa-Banner
Das Linke Alxa-Banner (chinesisch 阿拉善左旗, Pinyin Ālāshàn Zuǒ Qí; mongolisch ᠠᠯᠠᠱᠠ
ᠵᠡᠭᠦᠨ

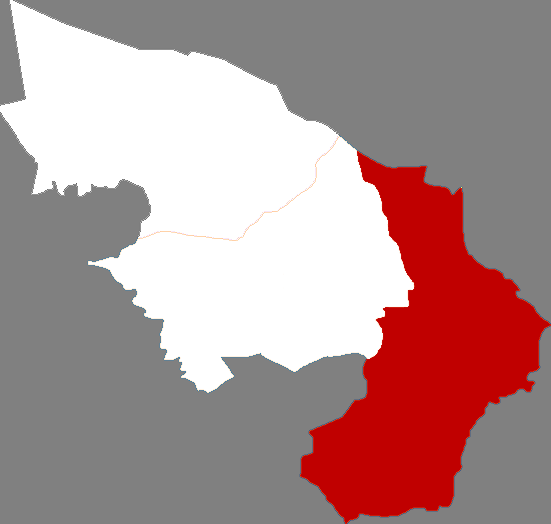
Lage des Linken Alxa-Banners im Alxa-Bund

ᠬᠣᠰᠢᠭᠤ Alaša Jegün qosiɣu) ist ein Banner der administrativen Untergliederung auf Bezirksebene namens Alxa-Bund im äußersten Westen des Autonomen Gebiets Innere Mongolei der Volksrepublik China. Es hat eine Fläche von 80.412 km² und zählt ca. 140.000 Einwohner (2004). Sein Hauptort ist die Großgemeinde Bayan Hot (巴彦浩特镇).
Die Stätte Dingyuanying (定远营, heute Großgemeinde Bayan Hot (巴彦浩特镇)) steht seit 2001 auf der Liste der Denkmäler der Volksrepublik China (6-491).